# Западный долгопят
Западный долгопят (лат. Cephalopachus bancanus) — вид приматов семейства долгопятовые. Обитает на Калимантане, Суматре и близлежащих островах. Единственный представитель рода Cephalopachus.

## Описание
Цвет шерсти варьируется от оливкового или красновато-коричневого до светло-серого или серо-коричневого, возможно в зависимости от возраста. На основании 12 измеренных животных, длина тела составляет от 121 до 154 мм. Хвост длинный, от 181 до 224 мм, голый, кроме кисточки на кончике. Пальцы длинные, на конце пальцев широкие плоские подушечки. Пальцы несут уплощённые когти, кроме второго и третьего пальца задних конечностей, которые имеют когтеподобные ногти. Глаза большие, обеспечивают хорошее зрение в темноте. Коренные зубы заострённые, трёхбугорчатые. Зубная формула {\displaystyle I{2 \over 1}C{1 \over 1}P{3 \over 3}M{3 \over 3}}.

## Распространение
Западный долгопят обитает на юге островов Суматра, Борнео и нескольких близлежащих островах. Может жить как в первобытных, так и во вторичных лесах. Часто встречается на опушках лесов вдоль плантаций.

## Поведение
Ночное животное. День проводит в зарослях растений на высоте от 3,5 до 5 метров над землёй. Предпочитает отдыхать на жёрдочках, диаметром от 1 до 4 см, отходящих от основного вертикального ствола, спит в уединении. Перед заходом солнца западный долгопят приходит в активность, через 20 минут после захода начинает поиск еды. Ночью западного долгопята можно обнаружить как на уровне лесной подстилки, так и на высоте 7 м над землёй.

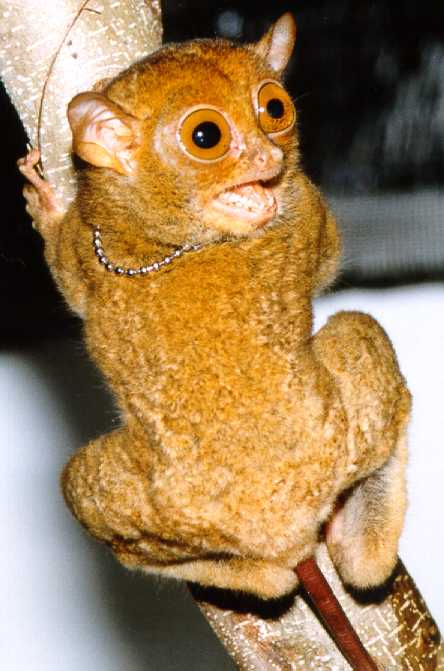
Западный долгопят в Сараваке

Как и все долгопяты, западный долгопят является хищником. Питается в основном насекомыми, однако может включать в рацион и небольших позвоночных животных, например летучих мышей рода Taphozous, а также видов Cynopterus brachyotis и Balionycteris maculata. Иногда охотится на змей, в том числе ядовитых (Manticora intestinalis), а также на птиц, включая нектарниц-пауколовок, славок, зимородков и питт. Добычу ищет по звуку и ловит её ловким движением рук. Убивает добычу, перекусывая ей шею, при атаке глаза закрыты. Поедает пойманное животное начиная с головы. Воду получает из природных водоёмов либо слизывает капли с листвы и стволов деревьев под корой.
Западные долгопяты моногамны, частота совокуплений в период течки составляет один раз за ночь. Самец ухаживает за самкой, открывая рот и издавая несколько трелей. Призыв повторяется один раз в несколько минут. Если самка принимает ухаживания, она демонстрирует гениталии самцу. Если самка отвергает ухаживания, она издаёт агрессивные звуки и кусает самца, прогоняя его. Каждая трель как самцов, так и самок, длится около секунды, перерыв между трелями составляет около 3 секунд.
Детёныши рождаются с открытыми глазами, полностью покрытые мехом. Мать носит детей в пасти, оставляя их на ветке во время охоты. Детёныши издают звуки, похожие на звук «к» или «куи», чтобы привлечь внимание матери когда им холодно или одиноко.
У этого вида ищут в шерсти друг у друга только мать и детёныш. Шерсть, покрывающая лицо, чистят почёсыванием о ветки деревьев.
Западные долгопяты помечают свою территорию с помощью мочи и специальных железистых секретов.

## Статус популяции
Главной угрозой популяции является быстрая потеря естественной среды обитания из-за вырубки лесов. Также эти зверьки являются объектом незаконной торговли. Определённую опасность для здоровья диких долгопятов могут представлять сельскохозяйственные пестициды.
Международный союз охраны природы присвоил западному долгопяту охранный статус VU (уязвимый). Этот вид находится под охраной государства как в Индонезии, так и в Малайзии. В частности, в феврале 2007 года правительства Брунея, Малайзии и Индонезии подписали соглашение об охране около 220 тыс. км2 тропического леса в центре Калимантана, где обитает большая популяция этих животных.

## Классификация
Ранее западного долгопята помещали в род долгопяты (Tarsius), однако позже он был выведен в отдельный род, Cephalopachus.
Деление на подвиды дискуссионно, обычно выделяют 4 подвида западного долгопята:
- Cephalopachus bancanus bancanus;
- Cephalopachus bancanus saltator;
- Cephalopachus bancanus borneanus;
- Cephalopachus bancanus natunensis.